# Crassula cotyledonis
Crassula cotyledonis là một loài thực vật có hoa trong họ Crassulaceae. Loài này được Thunb. miêu tả khoa học đầu tiên năm 1778.

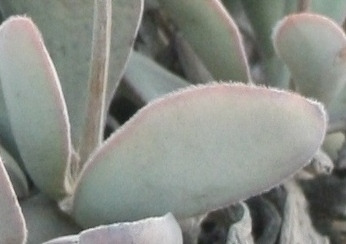
Detail of the cilia along the margins of C. cotyledonis grey, pubescent leaves

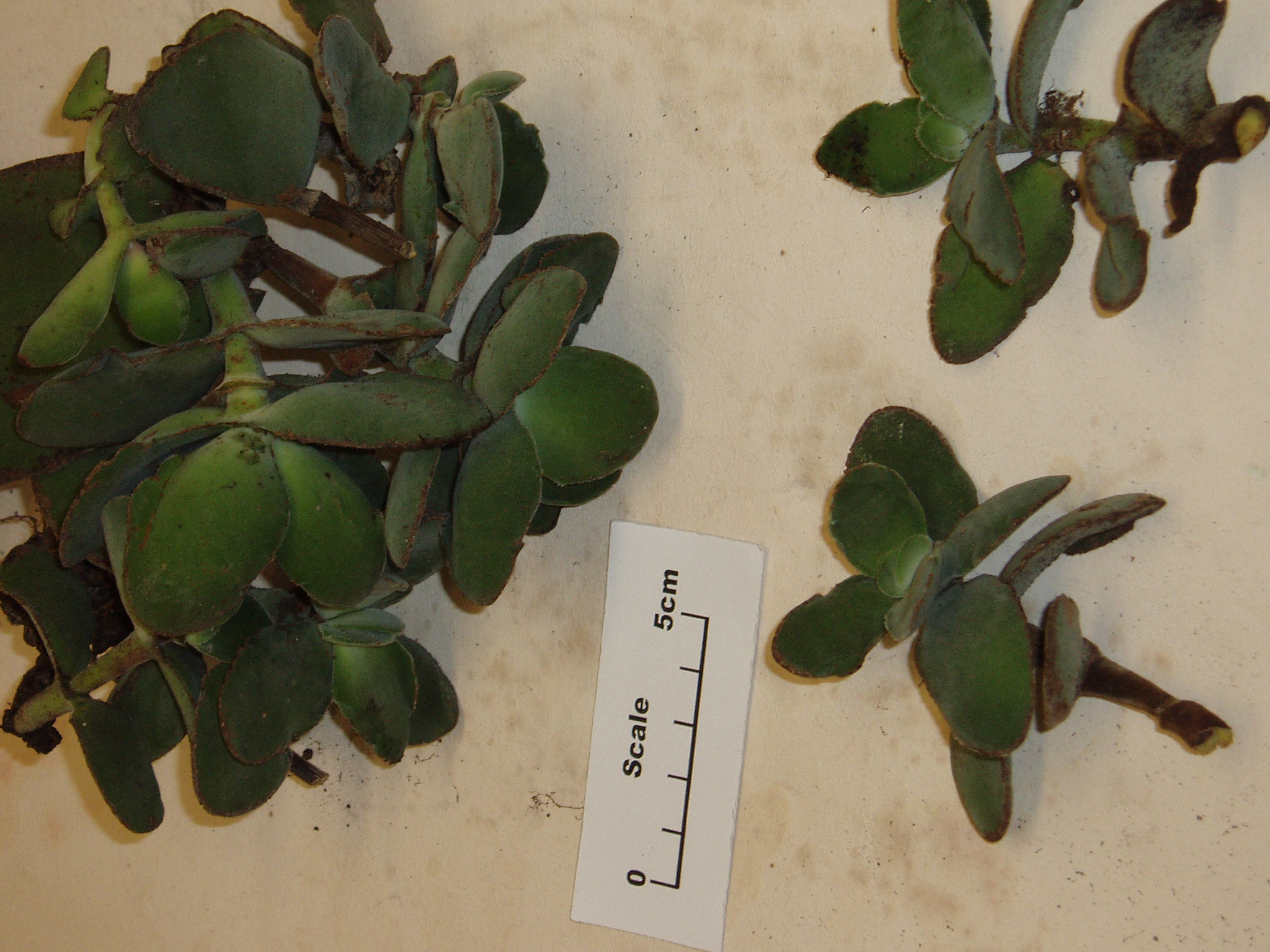
C. cotyledonis stem specimens